# Carlo Rosati
Carlo Rosati (Livorno, 24 aprile 1876 – Pisa, 19 agosto 1929) è stato un matematico italiano.

## Biografia
Dopo la laurea in matematica all'Università di Pisa nel 1897, ed il relativo diploma quale allievo pure della Scuola Normale Superiore, è, per due anni, assistente di Ulisse Dini alla cattedra di analisi infinitesimale, dopodiché passa all'insegnamento nelle scuole medie e superiori, ma senza abbandonare la ricerca.
Dal 1915, è nuovamente assistente, di Eugenio Bertini, alla cattedra di geometria proiettiva e descrittiva dell'Università di Pisa, fino al 1923, quando, vinto un concorso, ne assume la titolarità (resasi disponibile per il pensionamento di Bertini), tenendola fino alla prematura scomparsa.
Valido e stimato docente, i suoi principali lavori riguardarono prevalentemente la geometria algebrica, in particolare la teoria degli iperspazi e il calcolo matriciale, grazie ai quali fu insignito della medaglia dei XL per la matematica, nel 1928.